# Mahrizli (Agdam)
Mahrizli est un village de la région d'Agdam en Azerbaïdjan.

## Histoire
Le village de Mahrizli a été créé en 1820.

## Économie
La principale occupation de la population est l'élevage, céréaliculture et l'agriculture.

## Population
Selon les statistiques de 2009, la population du village est de 4471 personnes.

## Culture
Il y a un club, un musée et un bibliothèque dans le village.